# Lynton and Lynmouth
Lynton and Lynmouth – miasto i civil parish w Anglii, w Devon, w dystrykcie North Devon, położone na jego północno-zachodnim krańcu nad Kanałem Bristolskim, na górnej krawędzi klifu, przy ujściu rzeki Lyn. W 2011 civil parish liczyła 1441 mieszkańców

## Administracja
Lynton, wraz z położonym u dołu klifu, bezpośrednio nad brzegiem morza Lynmouth zarządzana jest przez Lynton and Lynmouth Town Council. Konurbacja ta stanowi zatem formalnie organizm miejski. 

## Kolej klifowa Lynton - Lynmouth

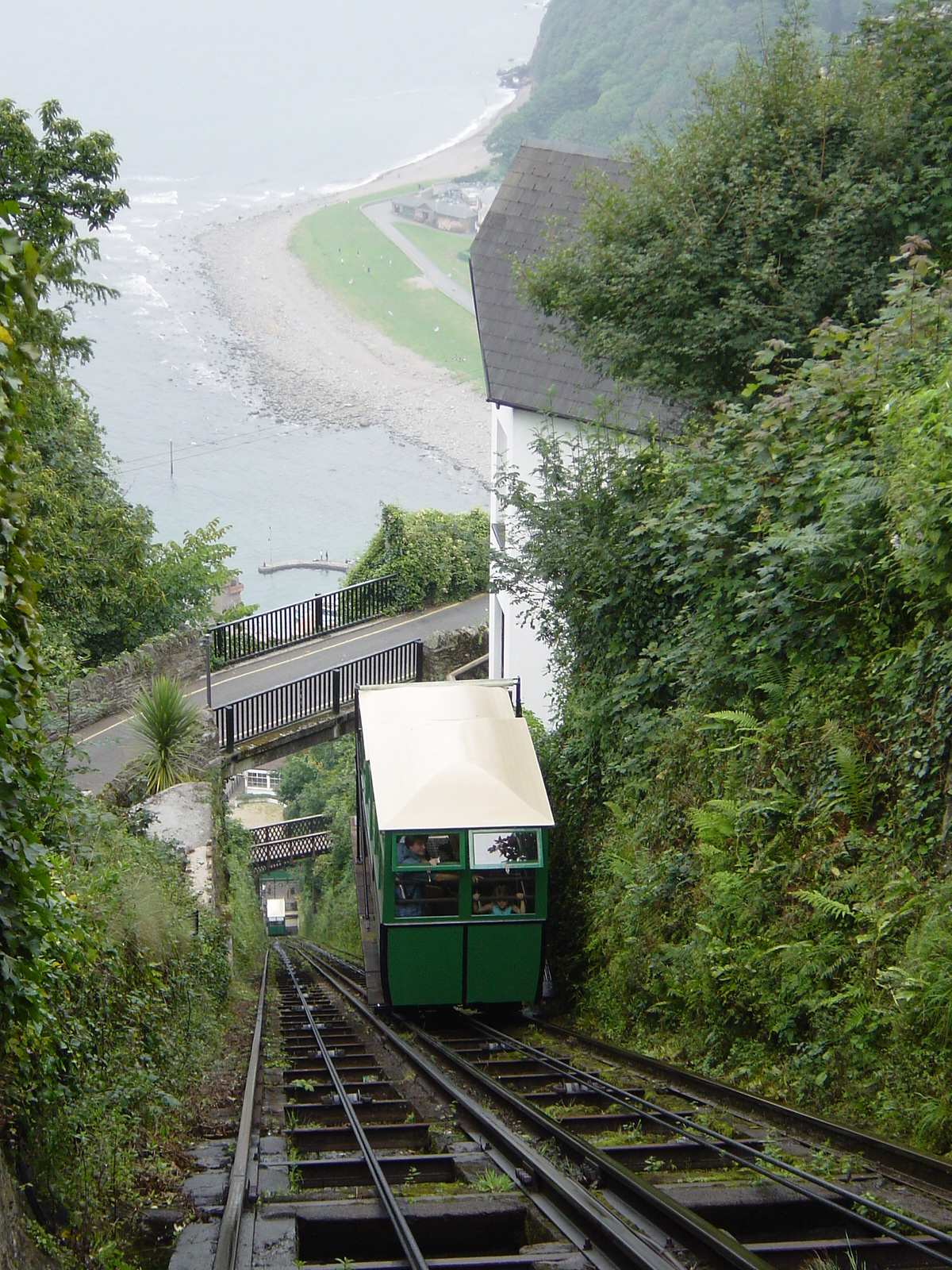
Kolejka Lynton – Lynmouth

Obie wsie są połączone koleją linowo-terenową napędzaną na wodę. Pierwsze prace nad jej budową, sfinansowane przez posiadającego tu swój dom wydawcę George Newnesa rozpoczęto w roku 1887, zakończono w roku 1890. Specjalny akt brytyjskiego parlamentu zapewnia kolei wieczne prawo do korzystania z wody z doliny rzeki Lyn nad jej budową. Kolej doprowadziła do rozwoju niżej położonego Lynmouth. 
Kolej jest w stanie zabrać jednorazowo 40 pasażerów. Poruszanie wagonów połączonych liną umożliwia mechanizm wodny – podczas podróży woda opróżniana jest z wyższego wagonu, wprawiając w ruch niżej położony. Prędkość kontrolowana jest przez obsługę. Różnica poziomów między stacjami wynosi 500 stóp (152 metry), a długość trasy – 263 metry.

## Atrakcje turystyczne
- Dolina Stone Valley w zachodniej części Lynmouth, z interesującymi formami skalnymi
- Szlaki turystyczne Tarka Trail[5] i South West Coast Path

## Miasto partnerskie
- Bénouville